# Tishiko King
Tishiko King (natural da Ilha Yorke, nas Ilhas do Estreito de Torres, da Austrália) é a directora de campanha da Seed Indigenous Youth Climate Network. Ela participou na Conferência das Nações Unidas sobre Mudanças Climáticas de 2021 (COP26) em Glasgow, onde também representou a organização das Ilhas do Estreito de Torres, Our Islands Our Home.

## Carreira e activismo
King trabalhou como oficial de ligação indígena com uma empresa de mineração de bauxita em Weipa, na Península do Cabo York, em Queensland. Mais tarde, tornou-se na directora de campanha da Seed Indigenous Youth Climate Network e também trabalha como coordenadora voluntária de impacto no Environmental Film Festival Australia. Ela também é organizadora comunitária para Our Islands Our Home.
King representou a Seed Indigenous Youth Climate Network e Our Islands Our Home na reunião da COP26 em Glasgow em novembro de 2021. Devido às restrições por causa do COVID-19 ela foi uma das poucas australianas a participar. Ela ficou ciente do impacto das mudanças climáticas quando viu o impacto da erosão marinha no cemitério dos seus ancestrais na Ilha Masig, tendo ajudado a recolher os seus ossos para um reenterro, e também notou que os peixes estavam a desaparecer dos pesqueiros tradicionais. Ela condenou o governo federal da Austrália por não fazer referência aos povos indígenas no seu plano de atingir emissões líquidas zero até 2050, divulgado pouco antes da reunião da COP26.
A participação de King na conferência foi possível graças ao financiamento colectivo. Após a conclusão da conferência, ela publicou um artigo intitulado Palavras vazias, nenhuma acção: Cop26 falhou com o povo das Primeiras Nações, que foi publicado no jornal online The Guardian e reproduzido em muitos outros sites.